# Mahawa Bangoura
Mahawa Bangoura Camara (sinh ngày 13 tháng 3 năm 1927) là một nhà ngoại giao và chính trị gia người Guinea, người phụ nữ đầu tiên làm bộ trưởng ngoại giao Guinea, Đại sứ Guinea tại Hoa Kỳ, và đại diện thường trực tại Liên Hợp Quốc.

## Đầu đời
Mahawa Bangoura Camara sinh ngày 13 tháng 3 năm 1927 tại Conakry, Guinea.

## Nghề nghiệp
Bangoura được bổ nhiệm làm Đại sứ Guinea tại Hoa Kỳ vào năm 1995.
Bangoura là đại diện thường trực của Guinea tại Liên Hợp Quốc cho đến tháng 6 năm 2000, khi bà trở thành bộ trưởng ngoại giao phụ nữ đầu tiên của đất nước, kế nhiệm Zainoul Abidine Sannoussi. Bà được Tổng thống Lansana Conte bổ nhiệm trong một cuộc cải tổ, trong đó có năm bộ trưởng cao cấp được thay thế. Bangoura và bộ trưởng an ninh và nội vụ mới Ahmadou Camara trở thành ngoại trưởng, và có địa vị cao trong nội các đằng sau Thủ tướng, Lamine Sidime.
Vào tháng 8 năm 2001, bà đã gặp các đối tác Liberia và Sierra Leone của mình ở Monrovia, Liberia để cố gắng mang lại hòa bình cho ba quốc gia thuộc Liên minh sông Mano (MRU). Bangoura vẫn là bộ trưởng ngoại giao cho đến năm 2002.